# ユーコ・カルヤライネン
ユーコ・カルヤライネン（Jouko Kalevi Karjalainen、1956年7月27日 - ）は、フィンランド、オウル州カイヌー県カヤーニ出身の元ノルディック複合選手。

## プロフィール
1980年のレークプラシッドオリンピックで個人戦銀メダルを獲得、翌1981年のホルメンコーレン大会では優勝した。
1982年ノルディックスキー世界選手権（ノルウェー、オスロ）では個人戦では4位、団体では銀メダルを獲得した。
1984年サラエボオリンピックでは2大会連続の銀メダル、世界選手権団体でも銀メダルを獲得した。
1985年ノルディックスキー世界選手権（オーストリア、ゼーフェルト）では個人、団体と2個の銅メダルを獲得した。